# 沃江斯凱

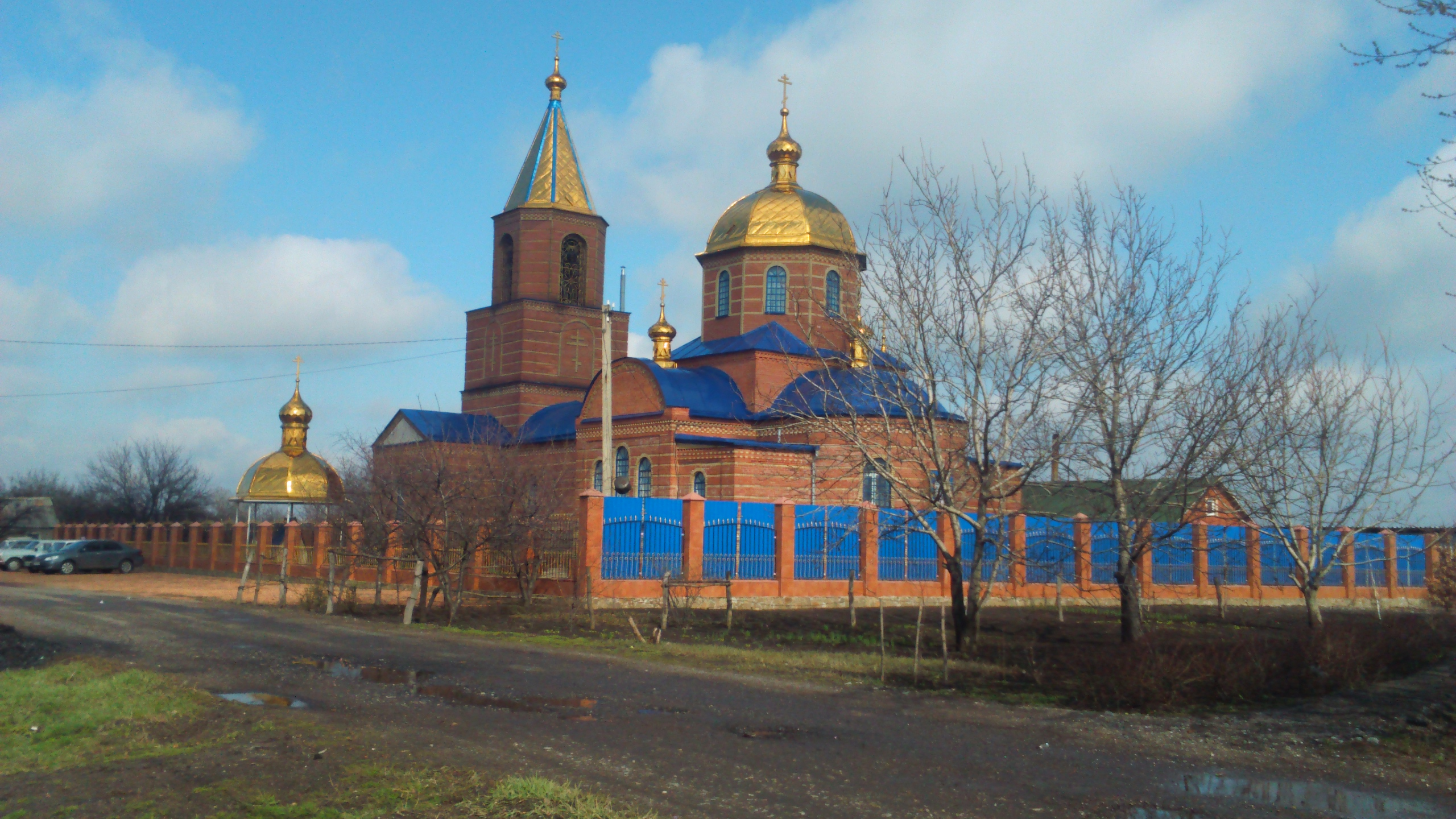
教堂

沃江斯凱（烏克蘭語：Водянське），是烏克蘭東部頓涅茨克州波克羅夫斯克區多布罗皮利亚市镇内的市級鎮。距離頓涅茨克93公里，面積0.62平方公里，2013年人口1,567，人口密度每平方公里2,527.4人。